# Hoge Vierschaar van Zeeland
De Hoge Vierschaar van Zeeland was in de late middeleeuwen het gerechtelijk bestuur van het graafschap Zeeland, dat verantwoordelijk was voor de berechting in criminele zaken. De graaf van Zeeland (of zijn zoon als plaatsvervanger) trad op als rechter samen met de grote ambachtsheren.

## Grafelijke justitie in Zeeland
In de late middeleeuwen stond aan het hoofd van de Zeeuwse rechtspraak de grafelijke Hoge Vierschaar, die de algehele hoge rechtsmacht in Zeeland had. De Hoge Vierschaar was verantwoordelijk voor de berechting van zware misdrijven als verkrachting en doodslag. De Hoge Vierschaar trad niet op in Middelburg, Zierikzee en Reimerswaal. Deze steden kenden een eigen stedelijke rechtspraak.
De Hoge Vierschaar kwam in Zeeland op twee plaatsen bijeen: voor het gebied Zeeland Bewestenschelde werd hij in Middelburg gehouden en voor het gebied Zeeland Beoostenschelde op het Gravenhof te Zierikzee. Filips de Schone schreef in zijn keur van 1490, dat dit van ouds het gebruik was.

## Rentmeesters van Bewesten- en Beoostenschelde
Aan het hoofd van het bestuur in Zeeland stonden, als vertegenwoordigers van de graaf, de beide rentmeesters van Bewestenschelde en Beoostenschelde. Zij waren ook verantwoordelijk voor de uitvoering van de grafelijke justitie, zoals het opsporen en berechten van criminelen. Ook bij de gratieverlening speelden de rentmeesters een rol. Zij beoordeelden op verzoek van het Hof van Holland of een gratieverlening door de vorst aan een delinquent op juiste gronden was verleend.

## Persoonlijke aanwezigheid van de graaf

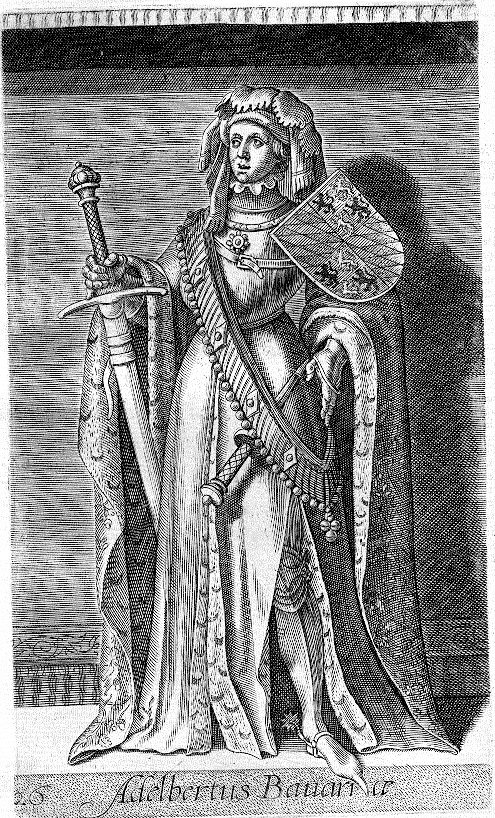
In de periode 1358-1404 was Albrecht van Beieren 33 maal voorzitter van de Hoge Vierschaar in Zeeland

De grafelijke vierschaar vereiste de persoonlijke aanwezigheid van de graaf of van zijn oudste zoon als plaatsvervanger. Hierdoor bleef de Hoge Vierschaar zeer nauw aan de graaf verbonden, met de voorspelbare gevolgen voor de rechtspraak indien de graaf lange tijd uit Zeeland afwezig was.
In de veertiende eeuw bezocht de graaf Zeeland veelvuldig om de vierschaar te leiden, weliswaar niet alle jaren zoals aan het einde van de vijftiende eeuw werd beweerd, maar tijdens de 46 bestuursjaren van Albrecht van Beieren is de vierschaar in Zeeland in 33 jaren bijeengekomen. Hij was niet altijd zo trouw: in de periode 1382–1386 heeft Albrecht van Beieren niet eenmaal het graafschap Zeeland bezocht.
Uit de tweede helft van de vijftiende eeuw stammen veel klachten over het feit dat de Hoge Vierschaar slechts zelden bijeenkwam om grote misdrijven te bestraffen. Omdat Filips van Bourgondië en zijn opvolgers veel buiten Holland en Zeeland resideerden, slaagden zij er maar af en toe in de Hoge Vierschaar te laten plaatsvinden. In de periode 1433 tot 1501 kwam de Hoge Vierschaar niet meer dan tienmaal bijeen.
In de tussenliggende jaren bleven zware misdrijven als doodslagen en verkrachtingen, buiten de Zeeuwse steden met de hoge rechtsmacht, ongestraft.

## Compositie van kleine delicten[3]
Kleinere delicten, zoals diefstal, bleken door de rentmeesters door compositie te kunnen worden afgehandeld. Bij compositie, ook wel dading genoemd, werd de verwachte of opgelegde straf door een delinquent afgekocht van de gerechtsfunctionaris, opdat deze zou afzien van strafvervolging of het strafvonnis niet ten uitvoer zou leggen. Met de verdachte werd tegen betaling een akkoord (het compromis) gesloten.

## De organisatie van een zitting van de Hoge Vierschaar[4]
De organisatie van de Hoge Vierschaar in Zeeland was ingewikkeld. De rentmeesters van Beoostenschelde en van Bewestenschelde moesten eerst loslopende ballingen en verdachten opsporen. Bodes brachten in Zeeland berichten naar alle betrokkenen bij de rechtszittingen.
Tijdens de zittingen stonden vele ambtelijke en juridische raadslieden de graaf bij. Een speciale raadsman, ook taalman genoemd, met grote juridische kennis van het gebied, bewaakte de procesgang, lette op de handhaving van vaste rituelen en zorgde voor de gehele behandeling van de zaak. Hij deed de klacht en moest bij alle plechtige en ook mindere vormelijke handelingen aanwezig zijn.
Tijdens een zitting van de Hoge Vierschaar werden vaak honderden zaken behandeld.

## Gebrekkige justitie

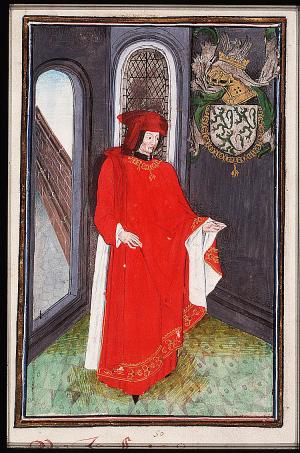
Zeeuwen spraken in 1452 met stadhouder Jan van Lannoy over een betere rechtspraak

In de vijftiende eeuw werd met name het Zeeuwse platteland getroffen door de gebrekkige justitie. Tijdens de regering van Filips van Bourgondië was de Hoge Vierschaar slechts bijeengekomen in de jaren 1433, 1441 en 1445.
Vele malen wezen Zeeuwen in de tweede helft van de vijftiende eeuw de graaf op het slechte functioneren van de Hoge Vierschaar. In augustus 1452 was hierover beraad in Goes tussen vertegenwoordigers uit Zeeland Beoostenschelde en Zeeland Bewestenschelde met de stadhouder van Holland en Zeeland Jan van Lannoy en enige andere raadsleden van de hertog. Onverwacht rezen er in 1453 bedenkingen van de zijde van Filips van Bourgondië. Nieuwe wetgeving voor  Zeeland kwam niet tot stand.

## 1477 Voorstellen tot herziening van de rechtspraak[5]
Nadat Karel de Stoute op 5 januari 1477 gesneuveld was bij Nancy, formuleerden de Zeeuwen direct de oude klachten over de rechtspraak opnieuw.
In het op 14 maart 1477 uitgevaardigde Groot Privilege voor Holland en Zeeland werd eindelijk een aantal veranderingen toegezegd. De twee rentmeesters in Zeeland wenste men gehandhaafd te zien (artikel 40), op het terrein van de rechtspraak moesten evenwel ingrijpende veranderingen worden komen. Om aan de klachten tegemoet te komen werd in het artikel 49 van het Groot Privilege van 1477 bepaald dat om te voorkomen dat zware misdrijven ongestraft zouden blijven, de steden Reimerswaal, Tholen, Goes, Veere, Kortgene, Vlissingen en Brouwershaven zelf deze delicten mochten berechten. Middelburg en Zierikzee hadden dit privilege al langer.
Op het platteland van Zeeland zouden de rentmeesters van Bewestenschelde en Beoostenschelde in het vervolg verdachten moeten arresteren en vastzetten in de gevangenissen te Middelburg of Zierikzee. Maar het bleef bij voorstellen.
Toen aartshertog Maximiliaan van Oostenrijk in 1484 de Hoge Vierschaar wilde houden, vroegen de Zeeuwen opnieuw om verbeterde rechtspraak. Ze deelden zelfs mee dat het houden van een nieuwe vierschaar niet doenlijk was zolang er geen nieuwe keur zou zijn. Ook in de jaren nadien klonken herhaaldelijk klachten, dat overal in Zeeland misdadigers ongestraft rondliepen, omdat er geen Hoge Vierschaar werd gehouden.

## 1495 Verbeterde rechtspraak

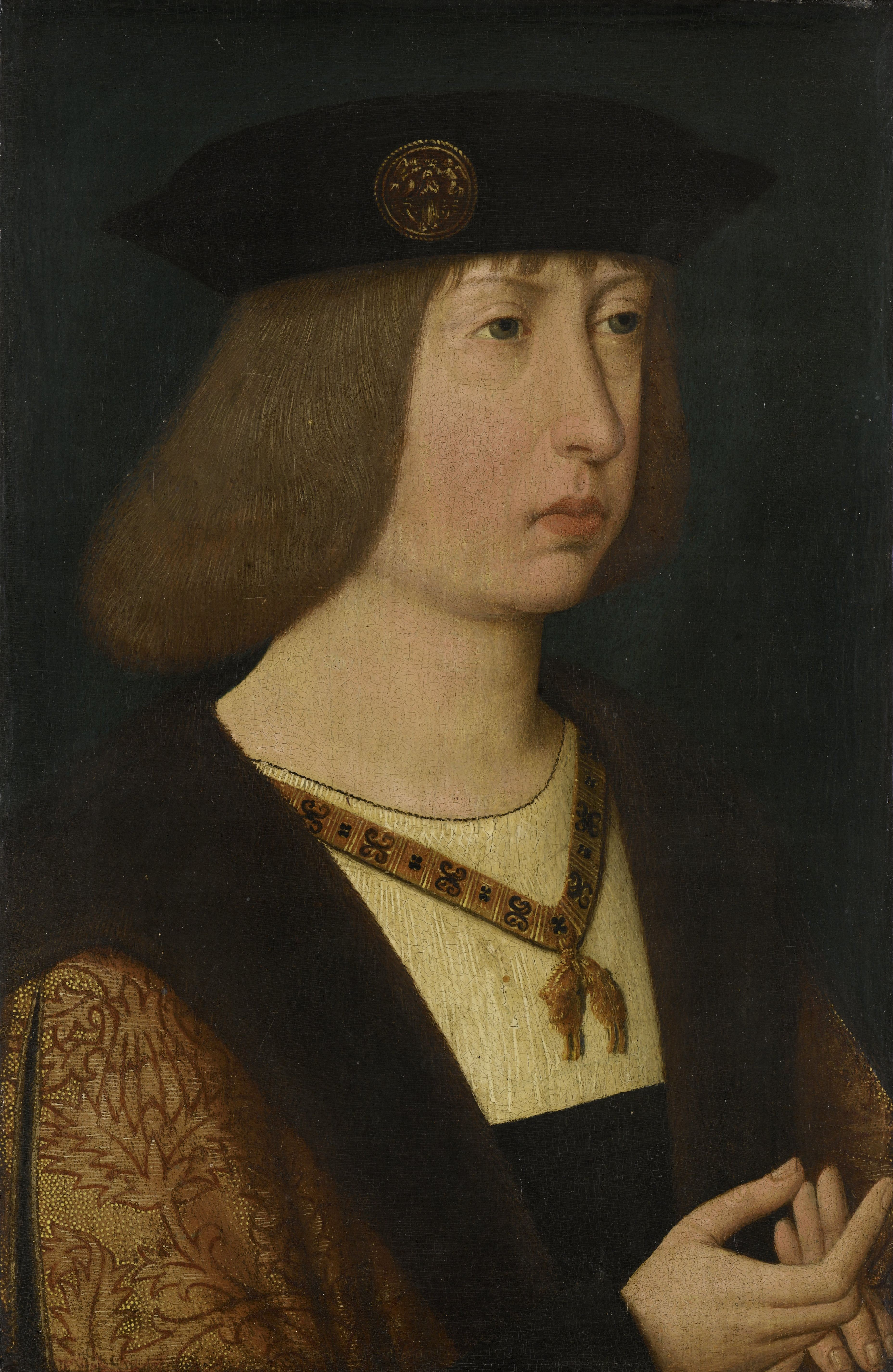
Filips de Schone was de laatste graaf die naar Zeeland kwam om de Hoge Vierschaar voor te zitten

Uiteindelijk kwam in 1495 nieuwe wetgeving tot stand, die voor heel Zeeland - buiten de steden Middelburg, Zierikzee en Reimerswaal - geldig was. Hierin was niet alleen bepaald dat de graaf zich bij de Hoge Vierschaar altijd mocht laten vervangen door een bloedverwant, maar ook door een stadhouder.
De stadhouder, die de graaf kon vervangen, moest een rijke edelman zijn, die uit Zeeland afkomstig was. Hij moest tezamen met elf leenmannen de Hoge Vierschaar spannen. In de praktijk bleek de rentmeester–generaal van Zeeland Bewesten- en Beoostenschelde in de functie op te treden.
In 1501 verscheen de graaf in de persoon van Filips de Schone voor de laatste maal in Zeeland om de Hoge Vierschaar voor te zitten.
De stedelijke rechtbank van Zierikzee was na 1512 gemachtigd voor het platteland Beoostenschelde namens de graaf in criminele zaken op te treden. In 1517 verwierf Middelburg dit privilege voor Bewestenschelde.